# 延生花耳
延生花耳（学名：Dacrymyces enatus）是属于花耳目花耳科花耳属的一种真菌，生长在阔叶树朽木上无树皮处。该种分布于中国、巴西、芬兰、俄罗斯、英国、法国、美国等地。

## 变种
延生花耳大孢变种（学名：Dacrymyces enatus var. macrosporus）是属于花耳目花耳科花耳属的一种真菌，生长在阔叶树朽枝上。该种分布于中国、巴拿马。